# Carol Danvers
Carol Danvers egy kitalált szereplő, szuperhős a Marvel Comics képregényeiben. A szereplőt Roy Thomas író és Gene Colan rajzoló alkotta meg. Első megjelenése a Marvel Super-Heroes 13. számában volt 1968 márciusában.

## A szereplő története
Carol Bostonban született, két bátyjával: Steven és Joseph (Joe). Steven Vietnamban elesett.
A lány csatlakozott a United States Air Force-hoz, tehát az USA légierejéhez, hogy beteljesítse a repülés iránti szenvedélyét. Közben életében egy másféle szerelem is megjelent, a mentora, Michael Rossi személyében. Közeli és romantikus kapcsolatba került Captain Marvellel is (Mar-Vell), egy idegen lénnyel a Kree civilizáció hadseregéből.

## Ms. Marvel
Carol Danvers akkor vált Ms. Marvellé, mikor egy Kree eredetű „pszicho-magnitron” berendezésnek lett kitéve. Ez átalakította genetikai struktúráját, felruházva a repülés, a különleges erő és ellenállás képességével. Danversben kialakult egyfajta „hetedik érzéke” is, amivel mintegy megsejti, mi fog történni a közeljövőben.
Első kosztümje (klasszikus szuperhős felszerelés), Mar-Vell második ruháján alapult: vörös dressz kék maszkkal, kesztyűk és csizmák.
Később megváltoztatta öltözékét, kék dresszre, melyen egy villám hasít keresztül a mellkasán a csípőjéig. Álnévnek a Ms. Marvelt választotta és csatlakozott az Bosszú Angyalai csapathoz.

## Vadóc
Az Avengers Annual 10. számában Ms. Marvel elveszti különleges képességeit a mutáns Rogue-val (Vadóc) küzdve, aki érintés útján (általában időlegesen) magáévá teszi mások emlékeit, és ha vannak, különleges erejüket is.
Rogue az otthonában támadta meg Danverst, San Fransiscóban. A harc tovább tartott és nehezebb volt, mint azt Rogue képzelte, és mikor nem tűntek el belőle Danvers emlékei és az azokhoz kapcsolódó érzelmek, összezavarodott és ledobta Danverst a Golden Gate hídról.
Jessica Drew (Pók) mentette meg Danvers életét. X Professzor, az X-Men alapítója helyreállította Danvers emlékeit de érzelmi kötődéseit képtelen volt visszahozni. Személyisége a maga teljességében az összecsapást követően Rogue pszichéjének részét képezte.

## Gemini
A későbbiek során elrabolták az idegen Fészek (Brood) lények és sugárzásnak tették ki. Ez beindította alvó génállományát, így lett belőle a kozmikus erejű mutáns Gemini (az angol eredetiben: Binary). Ebben a formájában az ún. „fehér lyukakból” szerzi az energiáját. Mikor energia-manipulatív állapotba kerül, a bőre bíborszínűre változik, a haja kozmikus lángkoronává alakul, kezei és lábai (a csizmája felső része) körül is pszeudo-lángok jelennek meg. Gemini nem tért vissza a Földre, tekintve, hogy már semmi nem kötötte oda, hanem a Csillagjárókhoz (Starjammers) csatlakozott.

## Warbird
Mikor Danvers kapcsolata a kozmikus erőhöz megszakadt, Gemini erejét is elvesztette. Megtartotta egy szinten emberfeletti erejét, és ellenállóképességét, valamint más tulajdonságokat. Újra csatlakozott a Bosszú Angyalaihoz, de az álnevét Warbirdre cserélte, mert akkor már egy másik szuperhősnő használta a korábbi Ms. Marvelt (Sharon Ventura).
Erejének bizonytalansága labilissá tette, ez kombinálva az érzelmi kötődéseinek helyreállásával Carolt az alkoholizmus felé lökte. Mikor már nem volt képes teljes értékű csapattagként működni, kilépett. Tony Stark sietett a segítségére, aki megfékezte az ivászatát és stabilizálta az erejét. Carol újra csatlakozott a Bosszúállókhoz pár küldetés erejére, de 2003-ban megint elhagyta őket az Egyesült Államok Belbiztonsági Minisztériumért.